# 恩奇國家公園
恩奇國家公園是喀麥隆的國家公園，位於該國東南部，佔地3,093平方公里，建於2005年10月17日，毗鄰約卡杜馬、莫隆杜和洛米埃，野生動物有林羚、黑猩猩、豹、尼羅鱷、紫羚、非洲森林象和超過265種鳥類。